# Soba gmazova
Soba gmazova je druga knjiga u seriji Niz nesretnih događaja. Napisao ju je Daniel Handler pod pseudonimom Lemony Snicket. Izdana je 30. rujna 1999. godine.

## Radnja
Siročad Baudelaire dolaze kod novog skrbnika nakon što ih je prošli skrbnik, grof Olaf pokušao ubiti i domoći se njihovog bogatstva. Njihov novi skrbnik je doktor Montgomery koji proučava zmije i mnogo je ljubazniji. Čim je siročad Baudelaire stigla u njegov predivan dom, doktor Montgomery im reče da se moraju spakirati jer ih čeka uzbudljiv put u Peru.
Doktor Montgomery, ili ujak Monty kako on voli da ga siročad zove, dobro se odnosi prema djeci i pokaže im svoju zbirku gmazova koju čuva u sobi gmazova u kojoj su uvijek dobrodošli. No ubrzo dolazi njegov novi pomoćnik Stephano. On je zamjena za Montyevog drugog pomoćnika Gustava koji nije mogao doći. Djeca odmah Stephana prepoznaju kao grofa Olafa, no ponovno ga samo oni prepoznaju. Pokušaju upozoriti Montya. On ne misli da je Stephano grof Olaf, on misli da je Stephano zapravo špijun koji želi saznati što više o njegovim pronalascima.
Olaf ubrzo ubije Montya i objasni kako ga je Nevjerojatno otrovna otrovnica ubila. Iako ta zmija uopće nije otrovna nitko ne želi više istraživati.
Siročad zato smisli plan kako da razotkriju Olafa. Sunčica otvori kavez s Nevjerojatno otrovnom otrovnicom, zmija iskoči i omota se oko Sunčice. Svi su u panici, a Olaf ih smiruje govoreći da zna da zmija nije otrovna. Tada shvati da je sam sebe razotkrio (zato što je prija rekao da ne zna ništa o zmijama). Gospodin Poe zamoli Stephana (Olafa) da pokaže gležanj jer bi na njemu trebalo biti istetovirano oko. No oka nema. Siročad reče da je oko prekrio šminkom. Kada su mu obrisali gležanj oko se pojavilo, Olaf pobjegne iz kuće. Otkrije se da je doktor koji je ustanovio da je Montya ubila zmija zapravo čovjek s kukama umjesto ruka.
Knjiga završava s Montyevom zbirkom gmazova koju prenose na drugo mjesto, a siročad Baudelaire čeka da ih odvedu u novi dom.